# Большунов, Даниил Геннадьевич
Дании́л Генна́дьевич Большуно́в (род. 3 апреля 1997, Тольятти, Самарская область) — российский футболист, выступающий на позиции центрального полузащитника. Игрок клуба КДВ.

## Клубная карьера
Родился в г. Тольятти, начал заниматься футболом в Академии футбола им. Юрия Коноплева (г. Тольятти). Воспитанник Нерюнгринского футбола. Выпускник Республиканской специализированной детско-юношеской футбольной школы (2011—2015).
В составе сборной Республики Саха (Якутия) является победителем зонального этапа 6-й летней Спартакиады школьников России (2013 г.) Выступал за команду «Якутия-РСДЮФШ» города Нерюнгри в третьем дивизионе зона «Дальний Восток». В сезоне 2015/16 сыграл 14 матчей в первенстве ПФЛ за клуб «Якутия» Якутск, забил один гол.
Перед сезоном 2016/17 перешёл в клуб Премьер-лиги «Томь», за молодёжный состав в 2016 году провёл 16 матчей, забил три мяча. После того, как из-за финансовых проблем клуб покинуло большое количество футболистов, 3 марта 2017 года в матче против «Ростова» (0:6) дебютировал в Премьер-лиге. Первый гол за томский клуб забил 27 апреля 2017 года в ворота «Анжи». Всего в сезоне 2016/17 сыграл в 10 матчах РФПЛ. 15 июня 2017 года стало известно, что футболист продлил контракт с «Томью» на 3 года. В сезоне 2017/18 принял участие в 14 матчах «Томи» в первенстве ФНЛ.
24 июля 2018 года на правах аренды до конца сезона перешёл в «Сахалин». В сезоне 2018/19 принял участие во всех 20 матчах команды в первенстве ПФЛ, неизменно выходя в стартовом составе, и отметился шестью забитыми голами. Также сыграл в трёх матчах команды в Кубке России. По итогам сезона вместе с командой стал победителем группы «Восток» первенства ПФЛ.

## Карьера в сборной
В составе студенческой сборной России участвовал в футбольном турнире летней Универсиады 2019 года, где россияне заняли четвёртое место.

## Статистика выступлений

### Клубная
| Выступление         | Выступление      | Выступление      | Лига | Лига | Кубок | Кубок | Итого | Итого |
| Клуб                | Лига             | Сезон            | Игры | Голы | Игры  | Голы  | Игры  | Голы  |
| ------------------- | ---------------- | ---------------- | ---- | ---- | ----- | ----- | ----- | ----- |
| Якутия              | Первенство ПФЛ   | 2015/16          | 14   | 1    | 1     | 0     | 15    | 1     |
| Якутия              | Итого            | Итого            | 14   | 1    | 1     | 0     | 15    | 1     |
| Томь                | Премьер-лига     | 2016/17          | 10   | 1    | 0     | 0     | 10    | 1     |
| Томь                | Первенство ФНЛ   | 2017/18          | 14   | 0    | 2     | 0     | 16    | 0     |
| Томь                | Итого            | Итого            | 24   | 1    | 2     | 0     | 26    | 1     |
| → Сахалин           | Первенство ПФЛ   | 2018/19          | 20   | 6    | 3     | 0     | 23    | 6     |
| → Сахалин           | Итого            | Итого            | 20   | 6    | 3     | 0     | 23    | 6     |
| → Новосибирск       | Первенство ПФЛ   | 2019/20          | 1    | 0    | 1     | 0     | 2     | 0     |
| → Новосибирск       | Итого            | Итого            | 1    | 0    | 1     | 0     | 2     | 0     |
| Динамо (Ставрополь) | Первенство ПФЛ   | 2020/21          | 12   | 3    | 0     | 0     | 12    | 3     |
| Динамо (Ставрополь) | Итого            | Итого            | 12   | 3    | 0     | 0     | 12    | 3     |
| Сахалин             | Второй дивизион  | 2021/22          | 26   | 6    | 1     | 0     | 27    | 6     |
| Сахалин             | Вторая лига      | 2022/23          | 33   | 1    | 1     | 0     | 34    | 1     |
| Сахалин             | Вторая лига «Б»  | 2023             | 17   | 7    | 1     | 0     | 18    | 7     |
| Сахалин             | Вторая лига «Б»  | 2024             | 21   | 2    | 1     | 0     | 22    | 2     |
| Сахалин             | Итого            | Итого            | 97   | 16   | 4     | 0     | 101   | 16    |
| Всего за карьеру    | Всего за карьеру | Всего за карьеру | 168  | 27   | 11    | 0     | 179   | 27    |